# Barbara Low (bioquímica)
Barbara Wharton Low (Lancaster, 23 de marzo de 1920-El Bronx, 10 de enero de 2019) fue una bioquímica, biofísica e investigadora que participó en el descubrimiento de la estructura de la penicilina y otros antibióticos. En sus primeros trabajos en la Universidad de Oxford con Dorothy Crowfoot Hodgkin utilizó la técnica de cristalografía de rayos X para confirmar la estructura molecular de la penicilina, en ese momento la molécula más grande cuya estructura se había determinado utilizando ese método. Realizó sus estudios de posgrado con Linus Pauling y Edwin Cohn. El laboratorio de Low, además de lograr el descubrimiento de la hélice pi, también llevó a cabo otras investigaciones sobre la estructura de la insulina y las neurotoxinas.

## Infancia y educación
Low nació el 23 de marzo de 1920 en Lancaster, Inglaterra. Sus padres fueron Matthew Low y Mary Jane Wharton. Se educó en Somerville College, en Oxford, y obtuvo su licenciatura en 1943. Ese mismo año comenzó a trabajar con la bioquímica Dorothy Hodgkin como asistente de investigación en el departamento de cristalografía química de la universidad. Debido a que el trabajo de Hodgkin estaba centrado en la cristalografía de proteínas, (obra por la que recibiría el premio Nobel en 1964), Low y sus colegas académicos se dedicaron a investigar el uso de rayos X para determinar la estructura de las proteínas cristalizadas. Tras la obtención de un master y un doctorado en química por la Universidad de Oxford en 1946 y 1948, respectivamente, Low accedió al puesto de investigadora asociada en el Instituto de Tecnología de California (Caltech). Para logarlo tuvo que conseguir un pasaporte de los Estados Unidos a través de emigración y luego la ciudadanía plena, en 1956.
Durante su estancia en Caltech, Low trabajó con el premio Nobel Linus Pauling a lo largo de un año, antes de pasar otro curso académico como investigadora asociada en la Universidad de Harvard junto a Edwin Cohn. Al año siguiente, en 1950, Low obtuvo su primer nombramiento académico como profesora asistente de química biofísica en Harvard. En 1956 se trasladó a la Universidad de Columbia como profesora asociada, y en1966 ascendió a  catedrática. Low continuó en Columbia hasta su jubilación en 1990 como profesora emérita de bioquímica y biofísica molecular. Ya jubilada, continuó sus visitas académicas rutinarias en la universidad como "Conferenciante Especial" hasta 2013.

## Trayectoria profesional

Núcleo de penicilina

En los primeros años de trabajo de Low en el laboratorio Hodgkin, coincidiendo con los últimos años de la Segunda Guerra Mundial, descubrió los componentes elementales de azufre de la penicilina, lo que permitió su producción en masa y su posterior transformación en otros compuestos antibióticos. Hasta ese momento, no se había logrado sintetizar con éxito una muestra pura de penicilina  debido al escaso conocimiento de la estructura física del compuesto, específicamente la variación de su núcleo penam. Debido al tamaño de la molécula, solo el examen minucioso de los resultados de los rayos X permitió obtener información sobre el conjunto de  la construcción. Esta investigación quedó completada finalmente en 1945.  Low fue una de los primeros científicos en los Estados Unidos en realizar estudios de difracción de rayos X de proteínas cristalinas en un laboratorio. En aquel momento, era la molécula más grande cuya estructura había sido determinada mediante cristalografía.  Debido a que el conocimiento logrado por Low y Hodgkin era de suma importancia, y que la investigación había sido financiada por el gobierno del Reino Unido, su trabajo sobre la penicilina permaneció clasificado durante décadas.
En Harvard, Low se interesó en investigaciones que luego continuaría en la Universidad de Columbia: la estructura y composición de la insulina y las investigaciones estructurales de los cristales de albúmina. Una vez que se estableció en su laboratorio de Columbia, Low también incluyó en su agenda de trabajo la investigación de neurotoxinas, incluido el curare y sus derivados. Los estudios generales sobre proteínas de su laboratorio dieron como resultado el descubrimiento de la hélice pi, en 1952, un componente estructural fundamental de un gran número de proteínas.
Como miembro del comité de discriminación positiva de la Universidad de Columbia, Low creía firmemente en la diversificación del profesorado y del personal de la universidad. Deseaba contribuir a mejorar la posición de las mujeres en la ciencia y lo hizo contratando y formando a un gran número de estudiantes graduadas en su laboratorio.

## Premios y reconocimientos
Low fue elegida miembro de la Academia Estadounidense de las Artes y las Ciencias en 1953.

## Vida personal
Low se identificaba como cuáquera y valoraba el trabajo humanitario. En Somerville, estudió polaco y consideró la posibilidad de buscar ayuda para la posguerra polaca. Durante sus tres años como profesora adjunta, su ideología izquierdista le causó conflictos con Margaret Roberts, otra estudiante de Hodgkins, que más tarde se convertiría en la baronesa Thatcher y, finalmente, en la primera ministra del Reino Unido. Sus opiniones políticas y su afiliación a organizaciones pro paz mundial, según se comentaba, estaban asociadas con partidos comunistas, le crearon un conflicto en su condición de ciudadana estadounidense. A Low se le negó la visa de los Estados Unidos hasta la década de 1950, fecha en la que se convirtió en ciudadana estadounidense. En 1950, Low se casó con el historiador de Harvard Metchie J.E. Budka pl. Enviudó en 1995 y pasó sus últimos años en su casa de Riverdale, Nueva York. 

## Trabajos seleccionados
- Crowfoot, D.; Bunn, C.W.; Rogers-Low, B.W.; Turner-Jones, A. (1949). «The X-ray crystallographic investigation of the structure of penicillin». Chemistry of Penicillin (Princeton University Press): 310-367.
- Low, Barbara W.; Baybutt, R. B. (1952). «The π Helix—A Hydrogen Bonded Configuration of the Polypeptide Chain». J. Am. Chem. Soc. 74 (22): 5806-5807. doi:10.1021/ja01142a539.
- McGavin, A., Einstein, J. y Low, B. (1962). Estructura molecular macroscópica de la insulina: estudios de ensayo y error utilizando técnicas de transformación y función de Patterson. Actas de la Academia Nacional de Ciencias de los Estados Unidos de América, 48 (12), 2150-2157. Consultado el 10 de marzo de 2020 de www.jstor.org/stable/71573
- Einstein, J., McGavin, A. y Low, B. (1963).Insulin-A Probable Gross Molecular Structure. Actas de la Academia Nacional de Ciencias de los Estados Unidos de América, 49 (1), 74-81. Consultado el 10 de marzo de 2020 de www.jstor.org/stable/71651
- Low, B. y Celia CH Chen. (1966). Deamino-oxitocina y ácido 1-γ-mercaptobutírico-oxitocina: datos cristalográficos de rayos X. Science, 151 (3717), 1552-1553. Cosultado el 10 de marzo de 2020 www.jstor.org/stable/1718065
- Low, B., Lovell, F. y Rudko, A. (1968). Predicción de regiones α-helicoidales en proteínas de secuencia conocida. Actas de la Academia Nacional de Ciencias de los Estados Unidos de América, 60 (4), 1519-1526. Consultado el 10 de marzo de 2020, www.jstor.org/stable/59075
- Fullerton, W., Potter, R. y Low, B. (1970). Proinsulina: cristalización y estudios preliminares de difracción de rayos X. Actas de la Academia Nacional de Ciencias de los Estados Unidos de América, 66 (4), 1213-1219. Consultado el 10 de marzo de 2020, www.jstor.org/stable/59942
- Low, B., Preston, H., Sato, A., Rosen, L., Searl, J., Rudko, A. y Richardson, J. (1976). Estructura tridimensional de la proteína neurotóxica erabutoxina b: inhibidor del receptor de acetilcolina. Actas de la Academia Nacional de Ciencias de los Estados Unidos de América, 73 (9), 2991-2994. Consultado el 10 de marzo de 2020 de www.jstor.org/stable/65657

## Otras lecturas
- Martha J. Bailey: American Women in Science:1950 to the Present. ABC-CLIO, 1998, pág. 241.
- Kalte, Nemeh & Schusterbauer: hombres y mujeres estadounidenses de ciencia. 22a edición, volumen 4 (JL), Thomson Gale, 2005, p. 927.

- Datos: Q45766574
- Multimedia: Barbara Wharton Low / Q45766574